# Brachionus asplanchnoides
Brachionus asplanchnoides är en hjuldjursart som beskrevs av Charin 1947. Brachionus asplanchnoides ingår i släktet Brachionus och familjen Brachionidae. Inga underarter finns listade i Catalogue of Life.